# Rivière Amable du Fond
La rivière Amable du Fond est une rivière de l'Ontario au Canada, qui se jette dans la rivière Mattawa. 

## Géographie
La rivière Amable du Fond prend sa source dans le lac Pipe puis dans les Tea Nord et Kioshkokwi dont les émissaires se rejoignent en une confluence qui créé la rivière Amable du Fond. Le cours d'eau s'écoule ensuite vers le nord, d'abord dans une large vallée qui va se resserrer et finalement laisser passer la rivière à travers les gorges Eau-Claire avant de se jeter dans la rivière Mattawa en traversant le parc provincial Amable du Fond. 

## Histoire

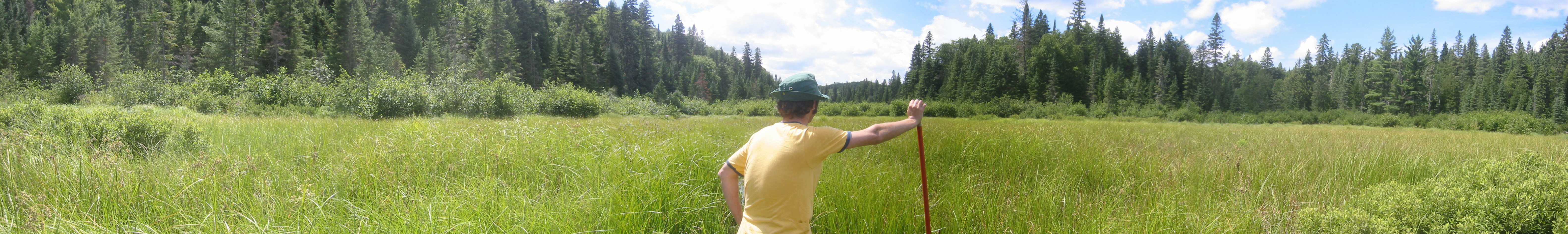
La vallée de la rivière Amable du Fond en été.

En 1610, Étienne Brûlé et en 1615, Samuel de Champlain sont les premiers européens à arpenter la région. D'autres explorateurs et commerçants suivront : Jean Nicolet en 1620, Jean de Brébeuf en 1626, Gabriel Lalemant en 1648, Pierre-Esprit Radisson et Médard Chouart des Groseilliers en 1658, Pierre Gaultier de Varennes et de La Vérendrye en 1731.
La rivière doit son nom à un chasseur, trappeur et coureur des bois franco-ontarien, Amable du Fond, qui navigua sur cette rivière et créa un poste de traite qui prit le nom de Maison Amable du Fond lors de l'installation des pères Oblates au milieu du XIXe siècle.